# Country soul
Country soul je glazbeni stil koji koristi elemnete južnog soula (Southern soul) i country glazbe. Ray Charles se često spominje kao začetnik stila, dok ga koriste i mnogi drugi glazbenici poput Solomona Burkea, Arthura Alexandera i Mavisa Staplesa.

## Vanjske poveznice
- Country soul na Allmusicu[neaktivna poveznica]